# Zorzines erytrina
Zorzines erytrina là một loài bướm đêm trong họ Noctuidae.